# Vlaamse Olympiades voor Natuurwetenschappen
De Vlaamse Olympiades voor Natuurwetenschappen (VONW) is een overkoepelde organisatie die vijf wedstrijden organiseert in de natuurwetenschappen. Deze wedstrijden zijn toegankelijk voor alle leerlingen van het Vlaams secundair onderwijs die in hun lessenpakket biologie, chemie, fysica, aardrijkskunde of natuurwetenschappen hebben.
De wedstrijd worden jaarlijks georganiseerd. Eén van de doelen is de interesse voor deze natuurwetenschappen bij jongeren te stimuleren.
Voor de tweede graad is er de Junior Olympiade Natuurwetenschappen en voor de derde graad zijn er de Vlaamse Biologie Olympiade, de Vlaamse Chemie Olympiade, de Vlaamse Fysica Olympiade en de Vlaamse Geografie Olympiade.
Elke olympiade wetenschappen bestaat uit een aantal rondes. De eerste ronde gebeurt voor al de olympiades volledig via internet. De afname gebeurt voor alle deelnemers op hetzelfde moment. 
De natuurwetenschappen olympiades hebben ook een meter en een peter, namelijk Jacotte Brokken en Frank Deboosere. Zij helpen VONW de natuurwetenschappen te promoten onder de jongeren en hen aan te moedigen om verdere studies in de exacte of toegepaste wetenschappen aan te vatten. 

## Junior Olympiade Natuurwetenschappen
De Junior Olympiade Natuurwetenschappen of JON heeft twee rondes:
- Tijdens de eerste ronde, die op school wordt georganiseerd, krijgt elke deelnemer een set vragen die 15 vragen over aardrijkskunde, 15 vragen over chemie, 15 vragen over biologie en 15 vragen over fysica omvat. De +/- 300 beste leerlingen gaan door naar de tweede ronde.[1]
- De tweede ronde gaat door op een vooraf doorgegeven locatie. De 30 besten leerlingen uit de tweede ronde ontvangen op de proclamatie een gouden (5), zilveren (10) of een bronzen (15) medaille en dit volgens hun score.[1]

De gouden- en zilverenmedaillewinnaars mogen deelnemen aan de selectieproeven voor de EOES (European Olympiad of Experimental Science).

## Vlaamse Biologie Olympiade
De Vlaamse Biologie Olympiade of VBO heeft drie rondes
- Tijdens de eerste ronde, die op school wordt georganiseerd, worden de deelnemers getoetst op hun kennis rond biologie. De +/- 200 beste leerlingen gaan door naar de tweede ronde.[2]
- Tijdens de tweede ronde, die doorgaat aan één van de Vlaamse universiteiten, worden opnieuw de 17 besten geselecteerd. Deze worden uitgeroepen tot finalisten.[2]
- Voorafgaand aan de finale krijgen de finalisten een intense stage van drie à vier dagen aangeboden om hen voor te bereiden op deze finale.

De twee beste finalisten verdedigen samen met de twee beste Waalse finalisten België op de Internationale Biologie Olympiade. Deze wordt elk jaar door een ander land georganiseerd.

## Vlaamse Chemie Olympiade
De Vlaamse Chemie Olympiade of VCO heeft eveneens drie rondes:
- Tijdens de eerste ronde, die op school wordt georganiseerd, worden de deelnemers getoetst op hun kennis rond chemie. De +/- 350 beste leerlingen gaan door naar de tweede ronde.[3]
- De tweede ronde wordt aan alle Vlaamse universiteiten gelijktijdig georganiseerd. Hier worden opnieuw de 17 besten geselecteerd. Deze worden uitgeroepen tot finalisten
- Voorafgaand aan de finale krijgen de finalisten een intense stage van vier dagen aangeboden aan de UGent om hen voor te bereiden op deze finale.

De twee beste finalisten verdedigen samen met de twee beste Waalse finalisten België op de Internationale Chemie Olympiade. Deze wordt elk jaar door een ander land georganiseerd.

## Vlaamse Fysica Olympiade
De Vlaamse Fysica Olympiade of VFO heeft eveneens drie rondes
- Tijdens de eerste ronde, die op school wordt georganiseerd, worden de deelnemers getoetst op hun kennis rond fysica. De +/- 350 beste leerlingen gaan door naar de tweede ronde.[4]
- De tweede ronde wordt aan alle Vlaamse universiteiten gelijktijdig georganiseerd. Hier worden opnieuw de 17 besten geselecteerd. Deze worden uitgeroepen tot finalisten.
- Voorafgaand aan de finale krijgen de finalisten een viertal stagedagen aangeboden, die doorgaan op zaterdagen. Elke dag gaat door op een andere Vlaamse universiteit.[4]

De twee of drie beste finalisten verdedigen samen met de twee of drie beste Waalse finalisten België op de Internationale Fysica Olympiade. Deze wordt elk jaar door een ander land georganiseerd. Het ene jaar nemen twee Vlaamse finalisten deel en drie Waalse, het andere jaar is dit net omgekeerd.

## Vlaamse Geografie Olympiade
De Vlaamse Geografie Olympiade of VGO heeft eveneens drie rondes:
- De eerste ronde die op school wordt georganiseerd. Hier worden de deelnemers getoetst op hun kennis rond aardrijkskunde. De +/- 250 beste leerlingen gaan door naar de tweede ronde.
- Deze tweede ronde wordt op regionaal georganiseerd op hetzelfde tijdstip. Hier worden opnieuw de 18 besten geselecteerd. Deze worden uitgeroepen tot finalisten.
- De finalisten nemen het op tegen elkaar in het finaleweekend. Hier worden zij getest op hun theoretische kennis en moeten zij ook veldproeven doen.

De deelnemers van deze eindronde krijgen op een officiële proclamatieplechtigheid een getuigschrift van deelname overhandigd. De vier beste deelnemers mogen naar het wereldkampioenschap namelijk de Internationale Geografie Olympiade. Deze wordt elk jaar door een ander land georganiseerd.
Voor geografie is er geen Waalse tegenhanger.

## Samenwerking met de EOES (European Olympiad of Experimental Science)
Tussen de Vlaamse Olympiades voor Natuurwetenschappen en EOES (European Olympiad of Experimental Science) is er samenwerking. De winnaars van de gouden- en zilverenmedailles krijgen een ticket voor de finale van EUSO.  Eveneens worden de Vlaamse EOES-laureaten gelauwerd tijdens de proclamatie van de Vlaamse Olympiades voor Natuurwetenschappen.